# (500466) 2012 TO221
(500466) 2012 TO221 es un asteroide perteneciente al cinturón de asteroides, descubierto el 10 de octubre de 2007 por el equipo del Mount Lemmon Survey desde el Observatorio del Monte Lemmon, Arizona, Estados Unidos.

## Designación y nombre
Designado provisionalmente como 2012 TO221.

## Características orbitales
2012 TO221 está situado a una distancia media del Sol de 3,099 ua, pudiendo alejarse hasta 3,718 ua y acercarse hasta 2,480 ua. Su excentricidad es 0,199 y la inclinación orbital 11,43 grados. Emplea 1993,29 días en completar una órbita alrededor del Sol.

## Características físicas
La magnitud absoluta de 2012 TO221 es 16,2. 